# Abri de la Paridera de Tormón
L'Abri de la Paridera de Tormón (en français, abri de la Bergerie de Tormón) est un abri sous roche situé dans la commune de Tormón (comarque de Comunidad de Teruel), dans la province de Teruel, en Aragon, en Espagne,.
Il abrite un ensemble de peintures rupestres appartenant au style de l'art schématique ibère, inscrites au Patrimoine mondial par l'Unesco en 1998 avec de nombreux autres sites rupestres sous le nom d'Art rupestre du bassin méditerranéen de la péninsule Ibérique (référence 874-561).

## Situation
Cet abri appartient au groupe d'abris sous roche du Prado de Tormón, dans le parc culturel d'Albarracín. Il est situé à quelques mètres en contrebas de l'abri des Cabras Blancas, sur le versant ouest du groupe d'abris du Prado de Tormón.

## Historique
L'abri a servi autrefois de bergerie de mise bas (Paridera en espagnol), à l'intérieur d'un enclos fermé par un mur de pierres et protégé par un surplomb rocheux. Les peintures rupestres ont été découvertes au cours de l'été 1996 par Julián Sáez, gardien-guide des peintures du parc culturel d'Albarracín, puis cataloguées et documentées par les services techniques de la Direction générale de la culture et du patrimoine du gouvernement d'Aragon. À ce jour, une seule campagne a été réalisée dans cet abri, dirigée par Antonio Beltrán Martínez (es) en 1997.

## Description

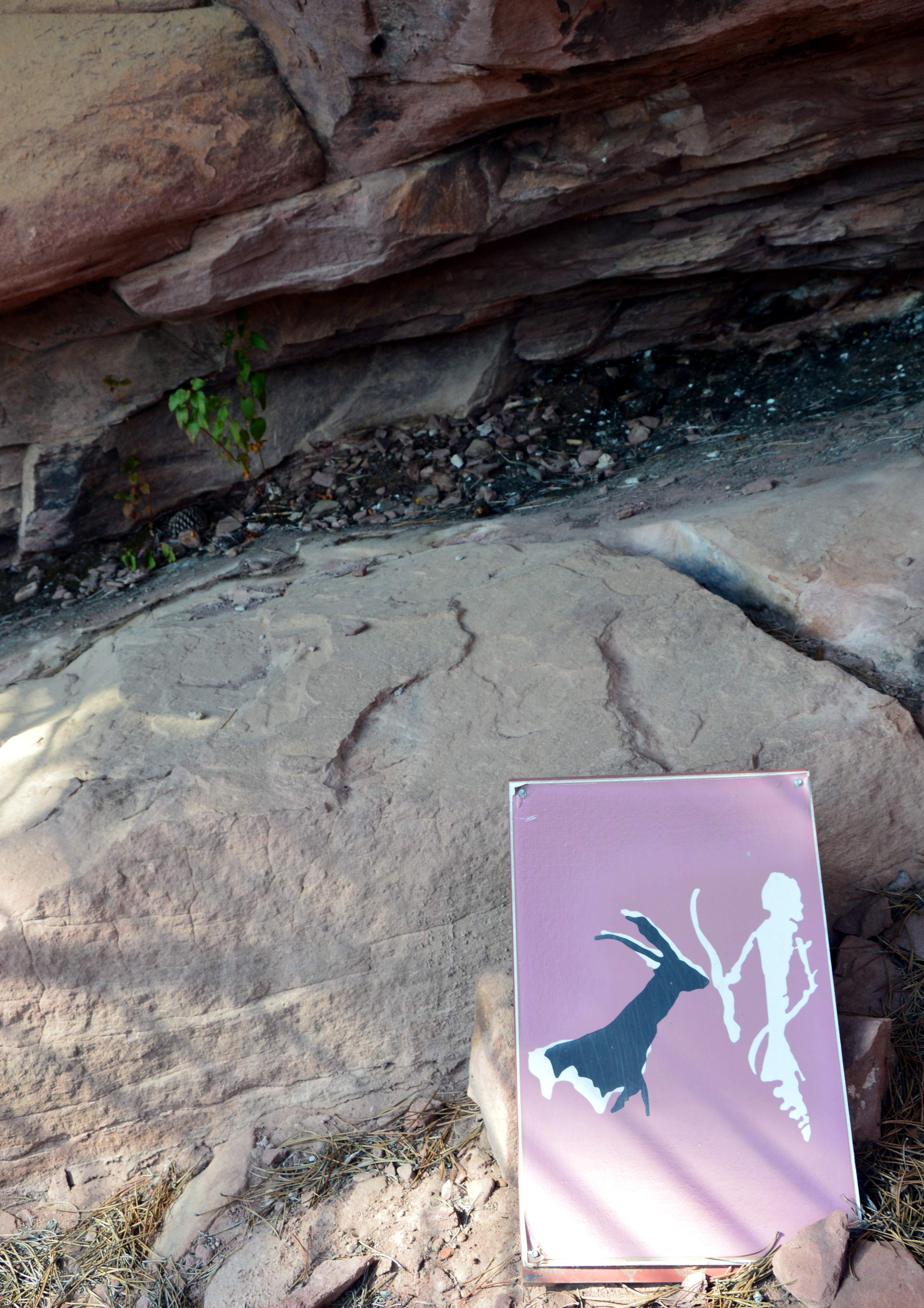
Détail du panneau rupestre dans l'abri de la Paridera de Tormón

Le panneau peint est situé en saillie sur le mur, occupant un petit espace (30 × 15 cm). Trois motifs ont été identifiés : deux figures anthropomorphes (vraisemblablement féminines) peintes en blanc, à côté d'un zoomorphe (chèvre) peint en noir :
- Motif 1 : figure zoomorphe (chèvre) regardant vers la droite et peinte en noir (10,5 × 9,2 cm), dont seule la partie antérieure est conservée : tête, cou, partie du dos et poitrine. La tête est de forme triangulaire, avec des cornes recourbées vers l'arrière et une oreille. L'arrière-train de l'animal ainsi que les pattes n'ont pas été conservés ou n'ont pas été peints.
- Motif 2 : figure anthropomorphe (peut-être une femme), peinte en blanc (14,4 × 7,7 cm), se situant à droite de la chèvre (motif 1). Aspect stylisé, morphologie linéaire en bas avec un élargissement en haut, correspondant aux épaules (début des bras). Tête allongée avec des cheveux longs. Selon la description initiale, elle aurait des ornements ou des boucles d'oreilles attachées[6]. Bras fins, au bras gauche (selon l'observateur) il porterait un objet allongé (rectiligne), qui se fourche en haut (bident), identifié comme un éventuel boomerang. Au bras droit (selon l'observateur) il porterait un autre objet courbe qui passe devant le corps, à hauteur de la taille. Il a été interprété que le personnage porte une robe (ou une jupe), d'où sa relation avec le féminin. Cependant, la mauvaise conservation de la partie inférieure de la figure empêche des précisions qui permettraient de confirmer l'identification du motif comme féminin.
- Motif 3 : figure anthropomorphe à droite du motif 2, peinte en blanc et mal conservée (4 × 0,3 cm), également identifiée comme féminine. On ne peut voir que la partie supérieure du corps (de forme triangulaire). Il manque la tête, une partie du corps et des membres inférieurs. Les bras sont partiellement conservés, celui de gauche (selon l'observateur) fléchi, tandis que le droit apparaît tendu vers le bas.

## Galerie

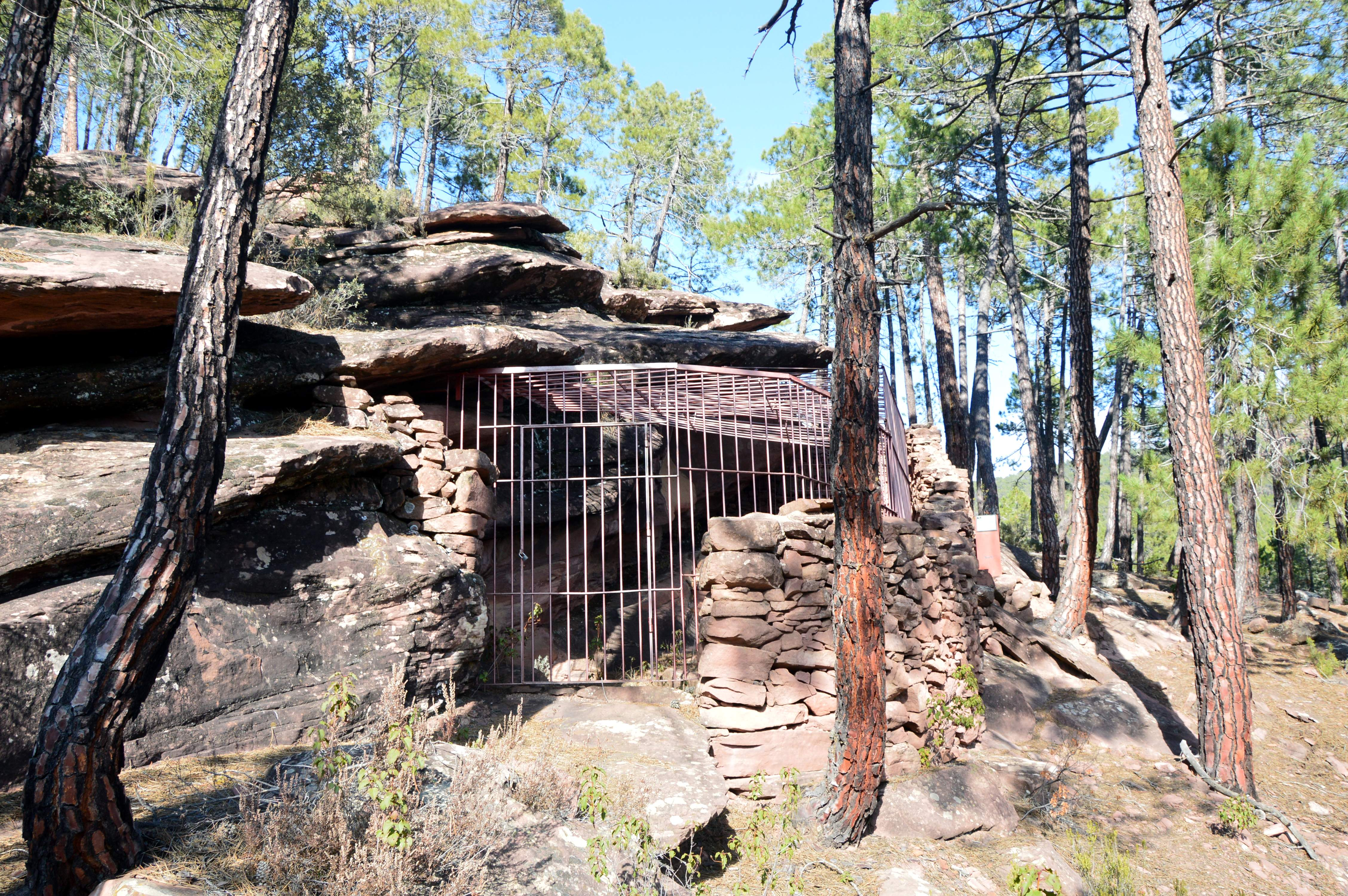
Entrée de l'abri
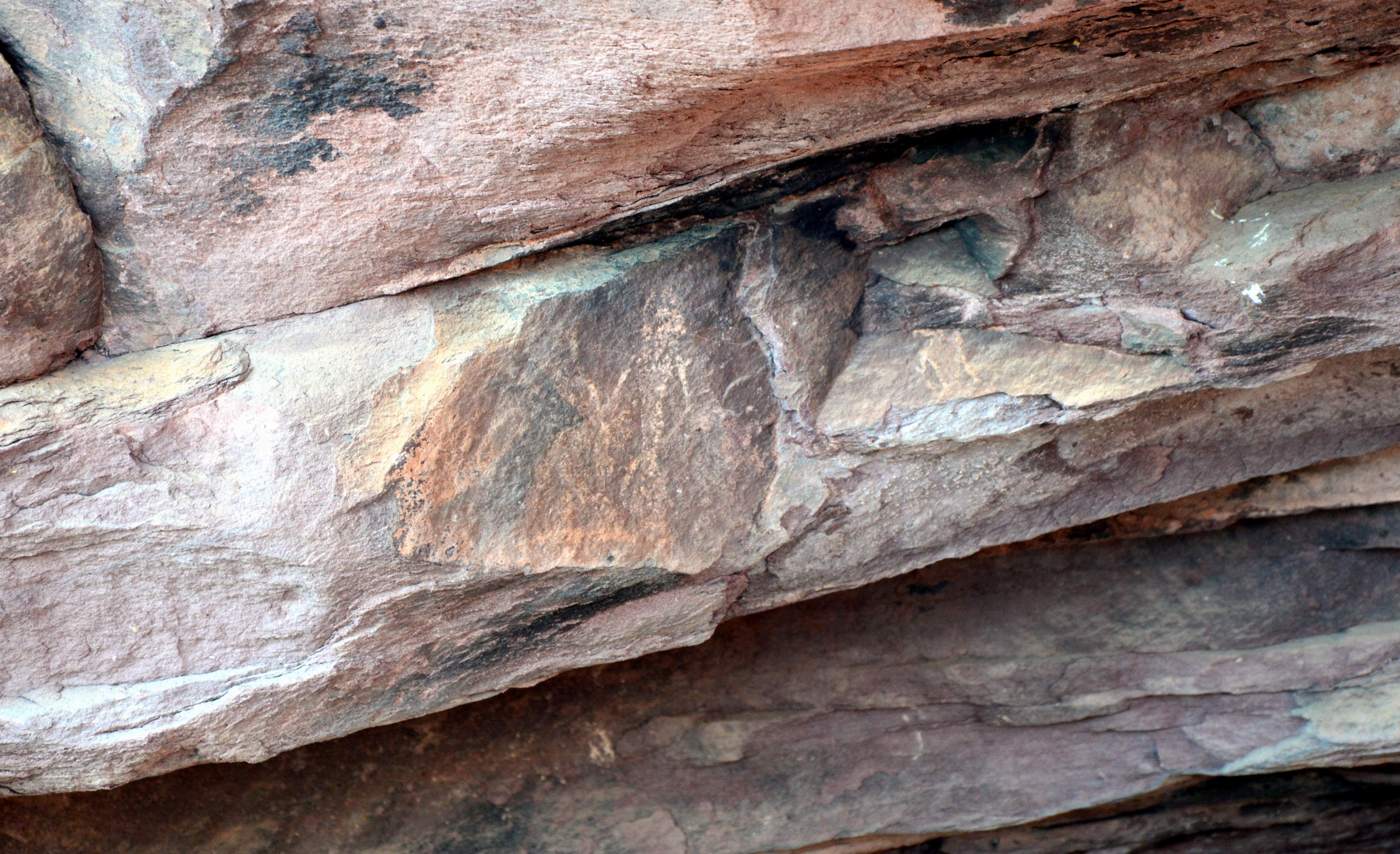
Panneau rupestre